# Moritz Fürstenau

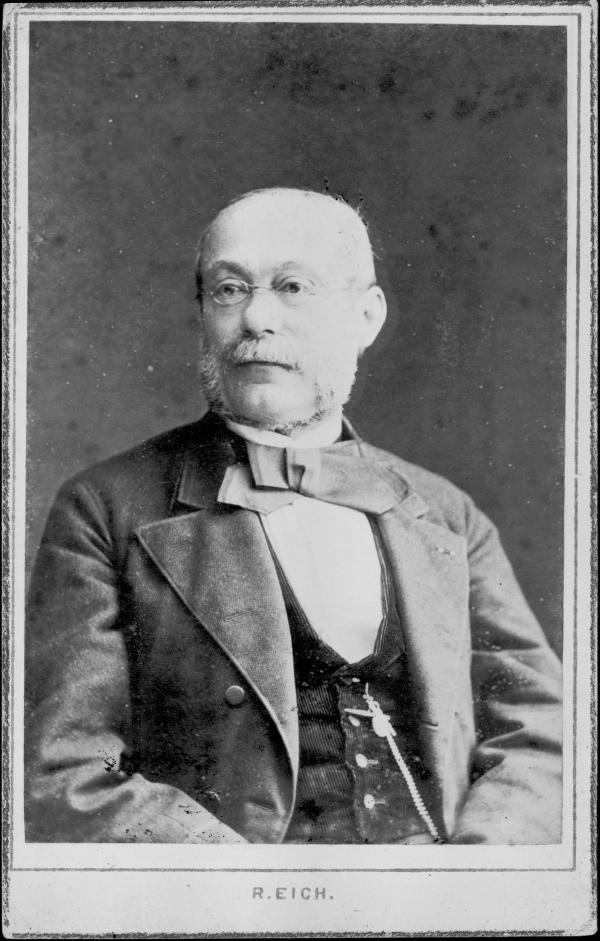
Moritz Fürstenau.

Moritz Fürstenau, född den 26 juli 1824 i Dresden, död där den 27 mars 1889, var en tysk flöjtist och musikhistoriker. Han var son till Anton Bernhard Fürstenau.
Fürstenau blev 1842 sin fars efterträdare i hovkapellet i Dresden och 1852 kustos för kungens av Sachsen musikbibliotek samt 1858 lärare vid konservatoriet. Fürstenau skrev bland annat Zur Geschichte der Musik und des Theaters am Hofe zu Dresden (2 band, 1861–1862).